# The Hollow (álbum)
The Hollow es el segundo álbum de versión extendida de la banda americana de metalcore Memphis May Fire. El álbum fue lanzado el 26 de abril de 2011, producido por el sello discográfico Rise Records.

## Lista de canciones
| N.º | Título                   | Duración |  |
| 1.  | «The Sinner»             | 4:01     |  |
| 2.  | «The Unfaithful»         | 3:58     |  |
| 3.  | «The Victim»             | 4:00     |  |
| 4.  | «The Abandoned»          | 3:40     |  |
| 5.  | «The Deceived»           | 4:04     |  |
| 6.  | «The Commanded»          | 3:30     |  |
| 7.  | «The Burden (Interlude)» | 3:16     |  |
| 8.  | «The Haunted»            | 3:41     |  |
| 9.  | «The Reality»            | 4:48     |  |
| 10. | «The Redeemed»           | 6:32     |  |

## Personal
Memphis May Fire
- Matty Mullins – vocalista líder
- Kellen McGregor – guitarrista líder
- Ryan Bentley – guitarra rítmica
- Cory Elder – bajo
- Jake Garland – batería

Producción
- Producido y mezclado por Cameron Mizell
- Compuesto por Kellen McGregor y Matty Mullins